# Коју игру играш (књига)
Коју игру играш: Психологија људских односа (енгл. Games people play) је бестселер књига психијатра Ерика Берна (енгл. Eric Berne) из 1964. године. Штампана је у више од двадесет пет милиона примерака. Књига описује и функционалне и дисфункционалне друштвене интеракције.

## Резиме
У првој половини књиге Берн уводи трансакциону анализу као начин тумачења друштвених интеракција. Он описује три улоге или его стања, позната као Родитељ, Одрасли и Дете, и претпоставља да се многа негативна понашања могу пратити до промене или конфузије ових улога. Он разматра процедуре, ритуале и разоноде у друштвеном понашању, у светлу ове методе анализе. На пример, шеф који са својим особљем разговара као „родитељ“ који контролише, често ће изазвати послушност, изливе беса или друге дечије реакције од својих запослених.
Друга половина књиге каталогизује низ „ игара ума “ у којима људи комуницирају кроз шарене и предвидљиве серије „трансакција“ које су површно веродостојне (то јест, могу се чинити нормалним за посматраче или чак за укључене људе), али који заправо прикривају мотивације, укључују приватни значај за укључене стране и доводе до добро дефинисаног предвидивог исхода, обично контрапродуктивног. Књига користи лежерне, често шаљиве фразе попут „Види шта си ме натерао да урадим“, „Зашто не - Да Али, "и" Није ли страшно "као начин да се укратко опише свака утакмица. У стварности, "победник" игре ума је особа која се прва врати у его стање одраслих.
У игри под насловом "Сад те имам, курвин сине", онај ко открије да је други направио мању грешку у питању у којем су обојица читава ствар, талац је мање грешке. Пример објашњава ситуацију у којој водоинсталатер греши на наведеном послу од 300 долара потцењујући цену дела од 3 долара као 1 долара, па водоинсталатер шаље рачун за 302 долара, тачну цену. Ово је упркос томе што је купац на почетку трансакције јасно ставио до знања да се треба придржавати понуде од 300 долара. Купац неће платити читавих оригиналних 300 долара осим ако водоинсталатер не пригуши грешку од 2 долара уместо да само плати (неспорни део) рачуна од 300 долара. У овом примеру NIGYSOB-а (Берн често скраћује своја имена за игре користећи њихове скраћенице), „бели“ (купац) добија добит у облику оправдања за свој бес и може избећи суочавање са сопственим недостацима. Водоинсталатер такође добија добит од свог јасног одбијања да се придржава услова уговора, иако у примеру књиге на крају попушта - пример игре „Зашто ми се то увек дешава? (WAHM)? " .
Нису све интеракције или трансакције део игре. Конкретно, ако обе стране у разговору један на један остану у его стању Одрасли према Одраслом, мања је вероватноћа да се игра нека игра.

## Порекло
Педесетих година 20. века, Берн је синтетизовао своју теорију о "људским играма" и надоградио се на рад Paulа Federnа и Edoardа Weissа и интегрисао резултате Wilder Penfield за развој трансакционе анализе. Према речима лекара James R. Allenа, трансакциона анализа је „когнитивно -бихевиорални приступ лечењу и ... веома ефикасан начин бављења унутрашњим моделима себе и других, као и другим психодинамским питањима“.

## Утицај
1993. године, амерички терапеут, Џејмс Редфилд, је објавио књигу Целестинско пророчанство под утицајем теорије Берновог људског играња. Конкретно, животне игре на које се Берн позива у својој књизи алат су који се користи у индивидуалној потрази за енергетском независношћу.

## Игре
У наставку су наведене најчешће игре:

### Животне игре
- Алкохоличар
- Дужник
- Шутни ме
- Ту сам те чеко, кучкин сине
- Види шта си ме натеро да радим

### Брачне игре
- Хватање за реч
- Тужакање
- Фригидна жена
- Вечито захвална
- Да није било тебе
- Видиш да сам се трудио
- Слатка моја

### Друштвене игре
- Страшно, страшно
- Слаба тачка
- Трапавко
- Што ти не - да, али

### Сексуалне игре
- Хајде, побијте се вас двојица
- Перверзија
- Силовање
- Женска чарапа
- Фрка

### Игре из подземља
- Лопова и жандара
- Како се излази одавде
- Хајде да га средимо на брзака

### Игре из ординације
- Стаклена башта
- Хоћу само да ти помогнем
- Социјални случај
- Сељанка
- Психијатрија
- Глупан
- Дрвена нога

### Добре игре
- Волонтер
- Каваљер
- Срећан што може да помогне
- Локални мудрац
- Биће им драго да су ме познавали